# Gestekelde aardschildpad
De gestekelde aardschildpad of stekelschildpad (Heosemys spinosa) is een schildpad uit de familie Geoemydidae. De soort werd voor het eerst wetenschappelijk beschreven door John Edward Gray in 1831. Oorspronkelijk werd de wetenschappelijke naam Emys spinosa gebruikt.

## Uiterlijke kenmerken
De gestekelde aardschildpad bereikt een maximale schildlengte van ongeveer 23 centimeter. Het schild is altijd chocoladebruin van kleur en heeft geen tekeningen, ook niet bij de juvenielen zoals gebruikelijk is bij veel soorten schildpadden. Het plastron (buikschild) is lichtgeel van kleur met een stralenpatroon. De juvenielen (jonge dieren) zijn zeer eenvoudig van volwassen exemplaren te onderscheiden, het lijken wel twee aparte soorten die totaal niet op elkaar lijken. Volwassen exemplaren hebben een ovaal, slechts iets koepelvormig schild, met een lichtgele lengtekiel in het midden. De hoornplaten zijn getand, vooral die aan weerszijden van de kop en aan de achterzijde van het schild.
De juvenielen echter hebben een plat schild en lijken op een wandelend speldenkussen, iedere hoornplaat eindigt in een licht gekleurde stekel die wat naar boven wijst, ook op de lengtekiel zitten ongeveer 7 stekel-achtige bulten. De drie hoornplaten in het midden naast de hoornplaten aan de rand hebben elk een klein kuiltje met daarin een klein, meestal donker tot zwart gekleurd stekeltje. Met name deze laatste stekels raakt de jonge schildpad al snel kwijt bij de vervelling, maar langzaam maar zeker zullen ook die op de kiel en later die van de hoornplaten worden afgesleten of worden verloren.
De kop, poten en staart zijn donkerbruin van kleur. Verschillende dieren vertonen een roodkleuring van de kop en voorpoten welke meestal verdwijnt wanneer ze ouder worden. Een enkele keer hebben ook de volwassen dieren, vooral de vrouwtjes, nog enige roodkleuring. De poten zijn typische graafpoten; sterk, enigszins afgeplat en met forse nagels.

## Verspreiding
De gestekelde aardschildpad komt voor in Maleisië, Myanmar, zuidelijk Thailand en in Indonesië op Borneo en Sumatra. Van de Filipijnen was al bekend dat de schildpad er op een aantal eilanden voorkomt, maar onlangs is ontdekt dat ook het Filipijnse eiland Mindanao (in 1996) en de provincie Tawi-Tawi (in 1997) tot het verspreidingsgebied van deze bijzondere schildpad mogen worden gerekend. De habitat bestaat uit heldere beekjes met planten waar de schildpad onder schuilt.

## Levenswijze
Ondanks dat de gestekelde aardschildpad in warme en heldere omgevingen leeft en te boek staat als een lastig in leven te houden soort, is de schildpad populair in de dierenhandel waardoor er meer over bekend is. Het vrouwtje produceert per legsel slechts enkele eitjes, maar kan wel drie keer per jaar een legsel afzetten. De juvenielen zijn als ze uit het ei kruipen al ruim 5 centimeter wat vrij groot is en waarschijnlijk tevens de oorzaak van de relatief kleine legsels. De juvenielen komen waarschijnlijk meer op het land dan volwassen exemplaren. De mannetjes zijn van vrouwtjes te onderscheiden door een langere en dikkere staart en een hol buikschild, wat handig is bij de paring als het mannetje het vrouwtje beklimt.
Het voedsel bestaat grotendeels uit plantendelen als fruit en diverse groenten, maar van in gevangenschap gehouden dieren is bekend dat ze ook honden- en kattenvoer aannemen. Tomaten lijken de voorkeur te hebben, vooral bij juvenielen.